# Altinote
Altinote is een geslacht van vlinders uit de onderfamilie Heliconiinae van de familie Nymphalidae.

## Soorten
- Altinote abana
- Altinote brownorum
- Altinote erinome
- Altinote euryleuca
- Altinote hylonome
- Altinote neleus
- Altinote radiata